# Batsugun
Batsugun (バツグン) est un shoot 'em up à scrolling vertical conçu par le développeur japonais Toaplan.
Sorti à l'origine en Arcade, Batsugun a reçu deux versions —celle d'origine étant sortie en 1993. La suivante, nommée Batsugun Special Version, a été présentée lors du salon AOU (Arcade Operators Union) en 1994 au Japon mais n'est jamais sorti officiellement en raison de la banqueroute de la société Toaplan. Ces deux versions ont été compilées dans une conversion sur Sega Saturn en 1996 et réalisée par un des rejetons de Toaplan : Gazelle.
Considéré par certains comme le premier « manic shooter », Batsugun a été développé par des personnes qui fonderont plus tard Cave et continueront de faire des jeux dans le même style. Batsugun a été le lieu de modifications importantes dans les codes du shoot 'em up, notamment au niveau des motifs des tirs ennemis plus fournis et recherchés qu'à l'accoutumé. Mais aussi dans les collisions plus permissives, en particulier dans la « Special Version ».

## Système de jeu
Comme dans la grande majorité de jeux de tir, le joueur contrôle son vaisseau au joystick. Le jeu se joue à deux boutons. Le premier pour le tir et le second sert à lâcher une bombe.
Au fur et à mesure que le joueur détruit ses ennemis, il gagne des points d'expérience qui permettent de faire monter l'arme principale en niveau. Le tir principal peut ainsi être amélioré deux fois au cours de la partie.
Le joueur peut également collecter des items « P » (power) permettant d'augmenter la puissance du niveau actuel du tir. Il est possible de ramasser cinq « P » par niveau d'expérience.
Les items « B », quant à eux, permettent d'avoir des bombes supplémentaires, jusque sept au maximum.

## Protagonistes

### Pilotes et vaisseaux de l'escouade Skull Hornet
Le joueur peut choisir trois vaisseaux et six pilotes différents :
- Vaisseau Type A: Ce vaisseau est piloté par Jenno ou Schneider. Offre un simple tir en forme d'éventail. Ce type de vaisseau oblige le joueur à tapoter le bouton de tir pour faire feu. En augmentant de niveau, les tirs couvrent une plus large surface et sont plus puissants.

- Vaisseau Type B: Ce vaisseau est piloté par Beltiana ou Alteeno. Tire une sorte de rayon électrique tant que le bouton de tir est maintenu. En tapotant le bouton, des éclairs seront en plus projetés le long du rayon, ce qui peut aider à faire plus de dommages. En augmentant de niveau d'expérience, le rayon devient plus large et des tirs secondaires sont projetés si le bouton de tir est tapoté.

- Vaisseau Type C: Ce vaisseau est piloté par Iceman ou Olisis. En maintenant le bouton de tir, le vaisseau tire droit devant lui alors qu'en tapotant, des projectiles sont lancés sur les côtés. En augmentant de niveau, des missiles guidés s'ajoutent ainsi que des modules qui accompagnent le vaisseau. Ce type de vaisseau, permettant soit de maintenir le bouton, soit de le tapoter pour avoir un tir différent, sera repris systématiquement dans la série des Donpachi.

### Boss
Les noms de code des « boss » dans leur ordre d'apparence :
- Deep Purple
- Madzella
- Mad Steel Darkness
- Jupiter
- Ground of the Galaxy (Garaxy?)